# بنجامین هریسون ششم

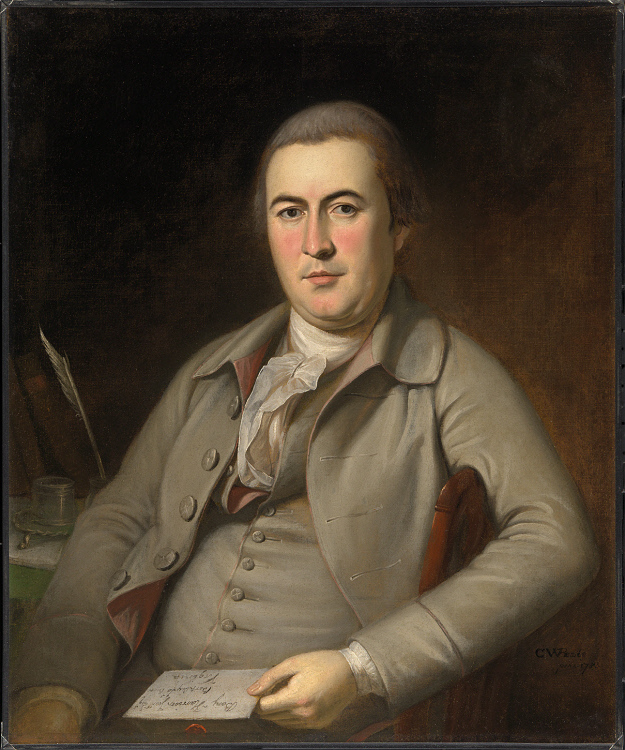
پرتره اثرچارلز ویلسون پیل، ۱۷۸۳

بنجامین هریسون ششم (Benjamin Harrison VI) (۱۷۵۵ تا ۱۷۹۹)، بازرگان، کشاورز، سیاستمدار و انقلابی آمریکایی بود. او پسر بنجامین هریسون پنجمِ بنیان‌گذار، یکی از امضاءکنندگان اعلامیه استقلال آمریکا بود. هریسون تا زمان مرگش دوست نزدیک رابرت موریسِ سرمایه‌دار بود. او برادر بزرگتر رئیس‌جمهور ویلیام هنری هریسون و عموی بزرگ رئیس‌جمهور بنجامین هریسون بود.

## زندگی
بنجامین هریسون ششم در ۱۷۵۵ در زراعت برکلی، خانه اجدادی خانواده هریسون در ویرجینیا، به‌دنیا آمد. خانواده هریسون در ویرجینیا، یکی از اولین خانواده‌های ویرجینیا و از جمله ثروت‌مندترین و مرفه‌ترین افراد استان ویرجینا بودند. پدر بنجامین هریسون ششم، بنجامین هریسون پنجم بود. او یک کشاورز ثروتمند و صاحب برده بود که بعدها یکی از بنیان‌گذاران ایالات متحده آمریکا شد. مادر او، الیزابت باست (۱۳ دسامبر ۱۷۳۰–۱۷۹۲)، از نوادگان کاپیتان ویلیام باست دوم، افسر ارتش پادشاهی انگلیس، در زمان جنگ داخلی بود.
هنگامی که هریسون ششم، بالغ شد، پدرش مقدار قابل توجهی از دارایی خود را از دست داد. ظاهراً دلیل آن کمبود مهارت‌های بازرگانی بود. او پسرش را به شرکت ویلینگ و موریس مستقر در فیلادلفیا فرستاد. جاییکه او تحصیلات فوق‌العاده‌ای در زمینه بازرگانی کسب کرد. او با صاحبان شرکت، رابرت موریس و توماس ویلینگ، دوست شد. رابطه دوستانه قوی آنها در طول زندگی او ادامه داشت.
پس از پایان تحصیلات، هریسون به اروپا سفر کرد و شروع به ایجاد روابط تجاری و همچنین کسب ثروت خود کرد. با این حال، جنگ انقلابی آمریکا او را بر آن داشت تا به خانه خود در ویرجینیا بازگردد؛ زیرا بسیار تمایل داشت به پدرش و آرمان میهن‌پرستان کمک کند. از ۱۷۷۴ تا ۱۷۷۵، او عضو کمیته شهرستان چارلز و همچنین عضو مجلس نمایندگان ویرجینیا بود. در طول جنگ، او معاون ستاد کل ارتش قاره‌ای شد و به ارتش قاره‌ای در جبهه جنوبی (مرکز عملیات در نیمه دوم جنگ داخلی آمریکا) کمک مالی می‌کرد.
پس از جنگ، هریسون ساکن ریچموند شد و خود را به عنوان یک تاجر موفق تثبیت کرد و بلافاصله پس از آن، مقدار زیادی ثروت به‌دست‌آورد. بعدها دوستش رابرت موریس، در وضعیت مالی بدی قرار گرفت. پس بنجامین وظیفه خود دانست که دوستش را از این وضعیت نجات دهد. او بخش قابل توجهی از ثروت خود را برای کمک، به موریس داد و برای همیشه سپاس‌گزارش بود. در ۱۷۹۰، او مالکیت مزارع برکلی را از پدر پیرش گرفت و شروع به نوسازی آنجا در مقیاسی بزرگ کرد و کارهای چوبی زیبای آدام و قوس‌های (طاق) دوتایی «Great Rooms» را به داخل عمارت اضافه کرد.
در ۱۷۹۹، پس از سال‌ها تلاش سخت و موفقیت، بنجامین هریسون ششم در ۴۴ سالگی در شهر چارلز ویرجینیا، درگذشت. از وی پسر مشروع او، بنجامین هریسون هفتم، برجای ماند.

## خانواده بنجامین هریسون ششم
بنجامین هریسون ششم، دوبار ازدواج کرد. اولین بار با خانمی به نام آنا مرسر (۱۷۶۹–۱۷۸۷) ازدواج کرد و در ۱۷۷۶، ارتباطش را با او قطع کرد و با سوسانا راندولف (۱۷۵۲–۱۷۸۱)، دختر ریچارد راندولف دوم که یک تاجر برده و پسر ریچارد راندولف از Curles بود، ازدواج کرد. آنها از نوادگان شاهزاده پوکاهونتاس هند بودند. مشخص نیست که چرا هریسون ازدواج خود را با آنا مرسر باطل کرد، هرچند که احتمالاً او می-خواست به‌واسطه ازدواج با خانواده راندولف، ثروت و قدرت خانواده خود را افزایش دهد.
پس از مرگِ همسر دومش در ۱۷۸۱، بنجامین صاحب پسری به نام بنجامین هریسون هفتم (۱۷۸۷–۱۸۴۲) از همسر اولش، آنا شد. با این حال، برخی منابع می‌گویند که هریسون پسر دیگری به نام ویلیام هنری هریسون داشت که نام برادرش را برای او برگزیدند.

## میراث
دستاوردهای بنجامین هریسون ششم، در مقایسه با موفقیت‌های پدر و برادرش، در سال‌نامه‌های تاریخ آمریکا کمتر به چشم می‌خورد. با این حال، یک واقعیت جالب در مورد او این بود که وقتی جان ترامبول در حال نقاشی پرتره عظیم خود از امضای اعلامیه استقلال بود، هیچ تصویری از امضاءکننده، بنجامین هریسون پنجم نداشت که روی آن کار کند؛ بنابراین از پسرش، بنجامین هریسون ششم که گفته می‌شد، شباهت زیادی به پدرش دارد، به عنوان الگو، استفاده کرد.